# Emiliano Zapata, Pueblo Nuevo Solistahuacán
Emiliano Zapata är en ort i Mexiko.   Den ligger i kommunen Pueblo Nuevo Solistahuacán och delstaten Chiapas, i den sydöstra delen av landet, 700 km öster om huvudstaden Mexico City. Emiliano Zapata ligger 1 153 meter över havet och antalet invånare är 366.
Terrängen runt Emiliano Zapata är kuperad österut, men västerut är den bergig. Runt Emiliano Zapata är det ganska tätbefolkat, med 104 invånare per kvadratkilometer. Närmaste större samhälle är Simojovel de Allende, 12,6 km sydost om Emiliano Zapata. Omgivningarna runt Emiliano Zapata är en mosaik av jordbruksmark och naturlig växtlighet.